# Malang Mané
Pour les articles homonymes, voir Mané.
Malang Mané, né le 30 novembre 1943 et mort le 19 mars 2024,, est un athlète sénégalais.

## Carrière
Malang Mané participe au relais 4 × 100 mètres des Jeux olympiques d'été de 1964 à Tokyo et de 1972 à Munich sans atteindre de finale.
Il remporte la médaille d'or du relais 4 × 100 mètres aux Jeux africains de 1965 à Brazzaville.